# Parastasia selangorica
Parastasia selangorica är en skalbaggsart som beskrevs av Kuijten 1992. Parastasia selangorica ingår i släktet Parastasia och familjen Rutelidae. Inga underarter finns listade i Catalogue of Life.